# Mathias Westergaard
Mathias Dam Westergaard (Aalborg, 21 februari 1994) is een Deens wielrenner die in 2017 reed voor Riwal Platform Cycling Team.

## Carrière
In 2016 won Westergaard de Ronde van Noord-Holland. Hier reed hij vijf kilometer voor het einde weg uit een kopgroep van tien renners, waarna de achtervolgers de Deen niet meer terug wisten te pakken. In 2019 en 2020 was hij ploegleider bij BHS-PL Beton Bornholm.

## Overwinningen
2012
3e etappe Driedaagse van Axel
2016
Ronde van Noord-Holland

## Ploegen
- 2013 –  Designa Køkken-Knudsgaard
- 2014 –  Team Designa Køkken-Knudsgaard
- 2015 –  Team Almeborg-Bornholm
- 2016 –  Team Almeborg-Bornholm
- 2017 –  Riwal Platform Cycling Team